# Francesco Ercole

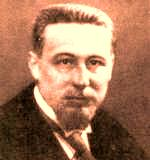
Francesco Ercole

Graduado em Direito, foi professor ordinario na universidade de Urbino, Sassari, Cagliari, Palermo e Roma. 
Em 1925 foi um dos signatários do Manifesto degli intellettuali fascisti, redigido por Giovanni Gentile. 
Deputado fascista entre (1929-1939), foi ministro da Educação Nacional entre (1932-1935) e presidente d Istituto storico italiano per l'età moderna (1935). 
Historiados de instituições jurídicas e do pensamento político medieval, estudou de modo original os problemas da passagem da comuna à senhoria e do nascimento do principado
Entre as obras se recordam: La morale del fascismo del 1927; Dal Comune al Principato del 1928; Da Carlo VIII a Carlo V del 1932.